# Myawadi
Myawadi (ang. Myawaddy) – miasto w południowo-wschodniej Mjanmie, w stanie Karen, przy granicy z Tajlandią. Oddzielone od tajskiego miasta Mae Sot graniczną rzeką Moei. Jest to jedno z najważniejszych przejść granicznych między Mjanmą a Tajlandią.